# Énergie éolienne au Mexique
L'énergie éolienne est devenue une source d'énergie importante au Mexique : l'éolien fournissait 5,8 % de la production électrique mexicaine en 2023.
Le Mexique était en 2023 le 16e producteur mondial d'électricité éolienne avec 0,9 % du total mondial. Il se situait en 2024 au 17e rang mondial et au 2e rang en Amérique latine pour sa puissance installée éolienne, avec 0,7 % du total mondial.

## Potentiel éolien

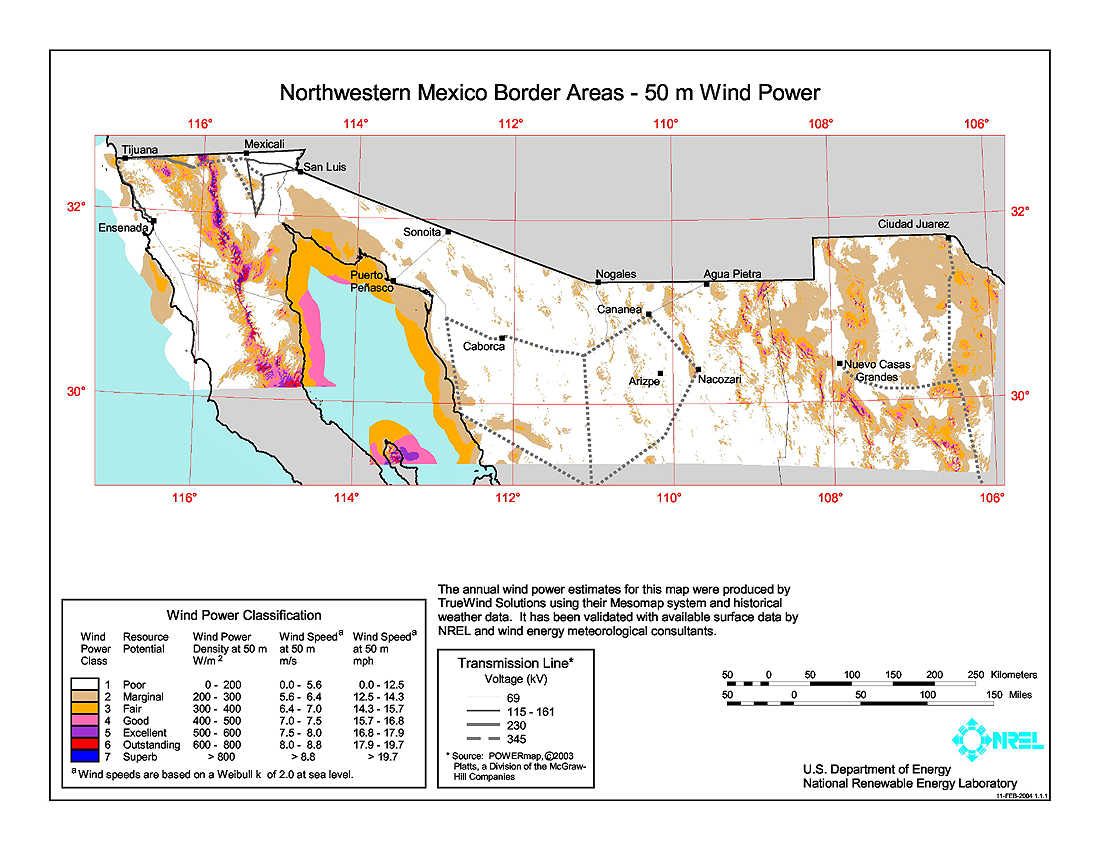
Carte du potentiel éolien (vitesse moyenne du vent à 50 mètres d'altitude) dans la partie nord-ouest du Mexique, 2015.

L'isthme de Tehuantepec dans l'état d'Oaxaca a des ressources éoliennes exceptionnellement favorables.
Le potentiel éolien commercialement exploitable de la Basse-Californie est estimé entre 10 000 MW et 20 000 MW ; plusieurs poids lourds de l'industrie éolienne tels que Cannon Power, Union Fenosa, Gamesa et Sempra Energy développent des projets dans cet État ; 5 000 MW pourraient être commandés d'ici 2017 ; Gamesa espère fournir 2 000 MW, dont 1 000 MW pour le projet Aubanel.

## Production d'électricité

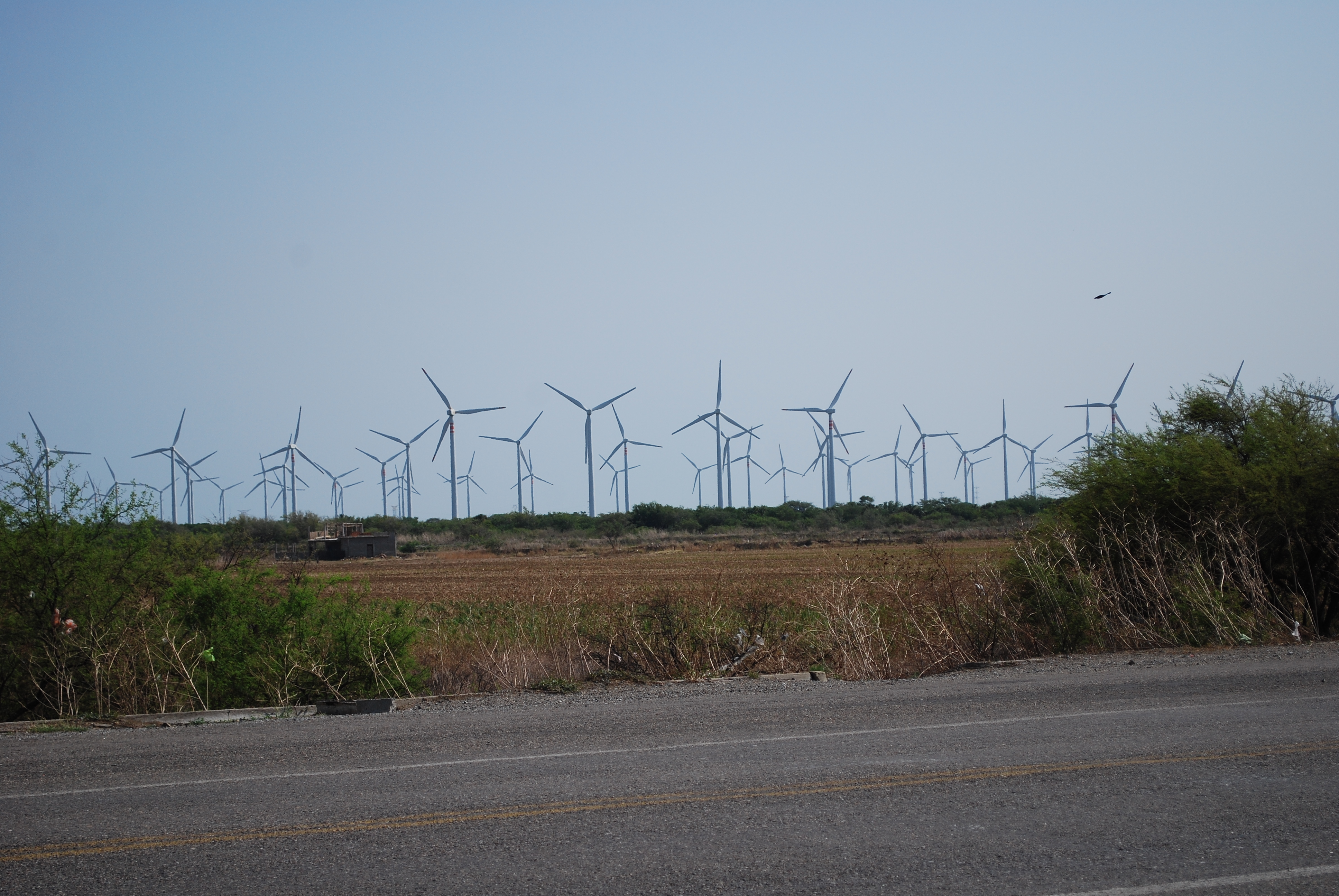
Éoliennes près de La Ventosa, Oaxaca, 2011.

En 2023, la production d'électricité éolienne a atteint 20 700 GWh, soit 5,8 % de la production totale d'électricité du pays.
Le Mexique se classe au 16e rang mondial des producteurs d'électricité éolienne en 2023 avec 0,9 % de la production mondiale.
| Année | Production (GWh) | Accroissement | Part prod.élec. |
| 2010  | 1 239            |               | 0,4 %           |
| 2011  | 1 648            | +33 %         | 0,5 %           |
| 2012  | 3 688            | +124 %        | 1,2 %           |
| 2013  | 4 185            | +13 %         | 1,4 %           |
| 2014  | 6 426            | +54 %         | 2,1 %           |
| 2015  | 8 745            | +36 %         | 2,8 %           |
| 2016  | 10 378           | +19 %         | 3,2 %           |
| 2017  | 10 442           | +0,6 %        | 3,2 %           |
| 2018  | 12 877           | +23 %         | 3,8 %           |
| 2019  | 16 880           | +31 %         | 4,9 %           |
| 2020  | 19 702           | +17 %         | 5,7 %           |
| 2021  | 20 896           | +6 %          | 6,4 %           |
| 2022  | 20 629           | -1,3 %        | 6,0 %           |
| 2023  | 20 700           | +0,3 %        | 5,8 %           |

## Puissance installée

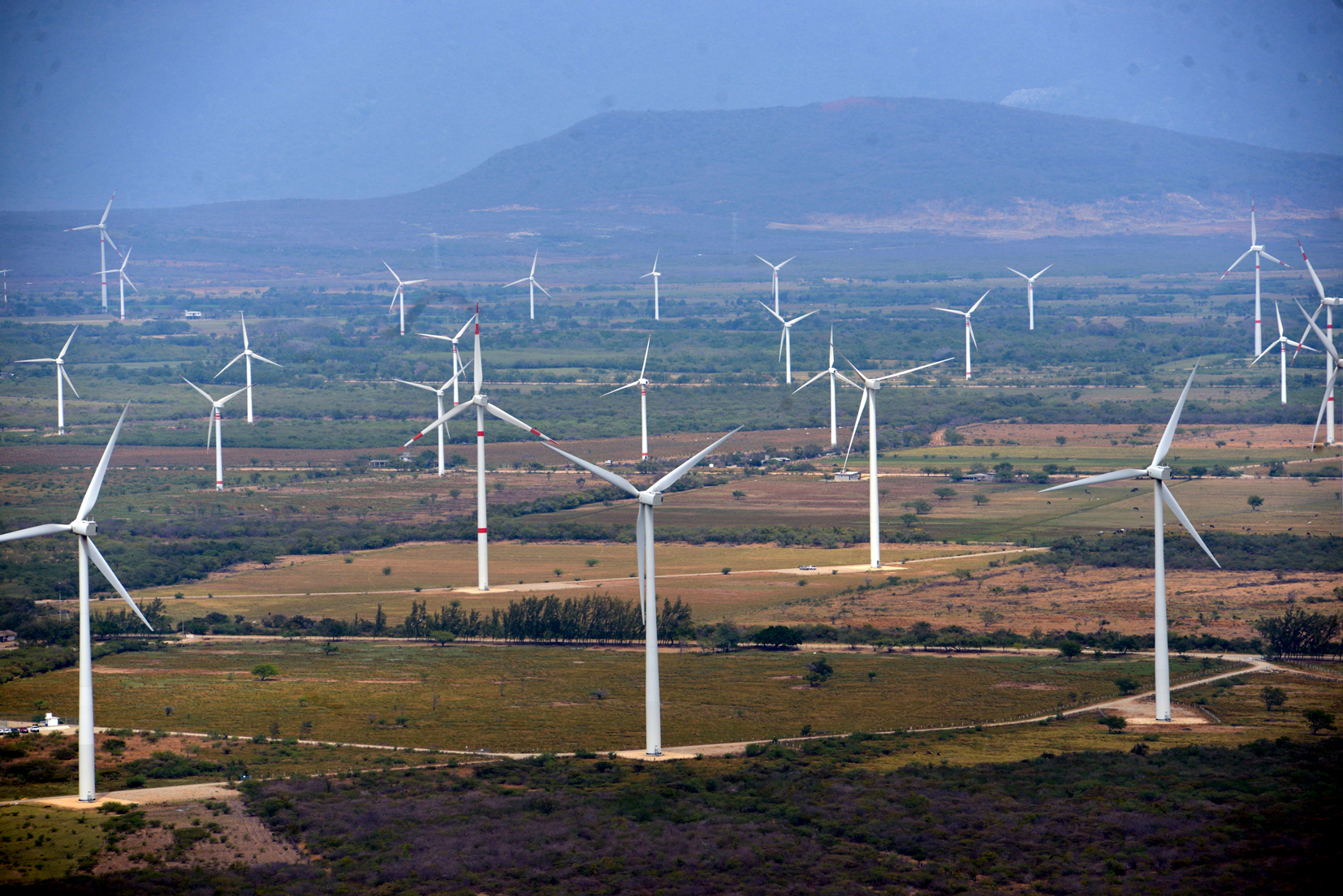
Parc éolien Sureste I, phase II, Asunción Ixtaltepec, Oaxaca,2016.

Le Mexique se situe en 2024 au 17e rang mondial et au 2e rang en Amérique latine, derrière le Brésil, pour sa puissance installée éolienne avec 7 782 MW, soit 0,7 % du total mondial. Les nouvelles installations en 2024 ont été de 369 MW (+5 %).
En 2023, le Mexique se situe au 16e rang mondial pour sa puissance installée éolienne avec 7 413 MW, soit 0,7 % du total mondial. Les nouvelles installations en 2023 ont chuté à 96 MW (+1,3 %).
En 2022, le Mexique se situe au 16e rang mondial pour sa puissance installée éolienne avec 7 317 MW, soit 0,8 % du total mondial. Les nouvelles installations en 2022 ont atteint 158 MW (+7,1 %) ; en 2021 : 473 MW.
La puissance installée éolienne du Mexique a atteint 6 215 MW fin 2019, soit 0,96 % du total mondial. Cette puissance s'est accrue de 1 281 MW (+26 %) au cours de l'année 2019 après +929 MW (+23 %) en 2018. En 2019, le Mexique a été le 7e marché mondial avec 2 % des installations, au même niveau que la France (1 336 MW).
La puissance installée éolienne du Mexique a atteint 4 005 MW fin 2017, soit 0,7 % du total mondial. Cette puissance s'est accrue de 478 MW (+13,6 %) au cours de l'année 2017.

## Principaux parcs éoliens

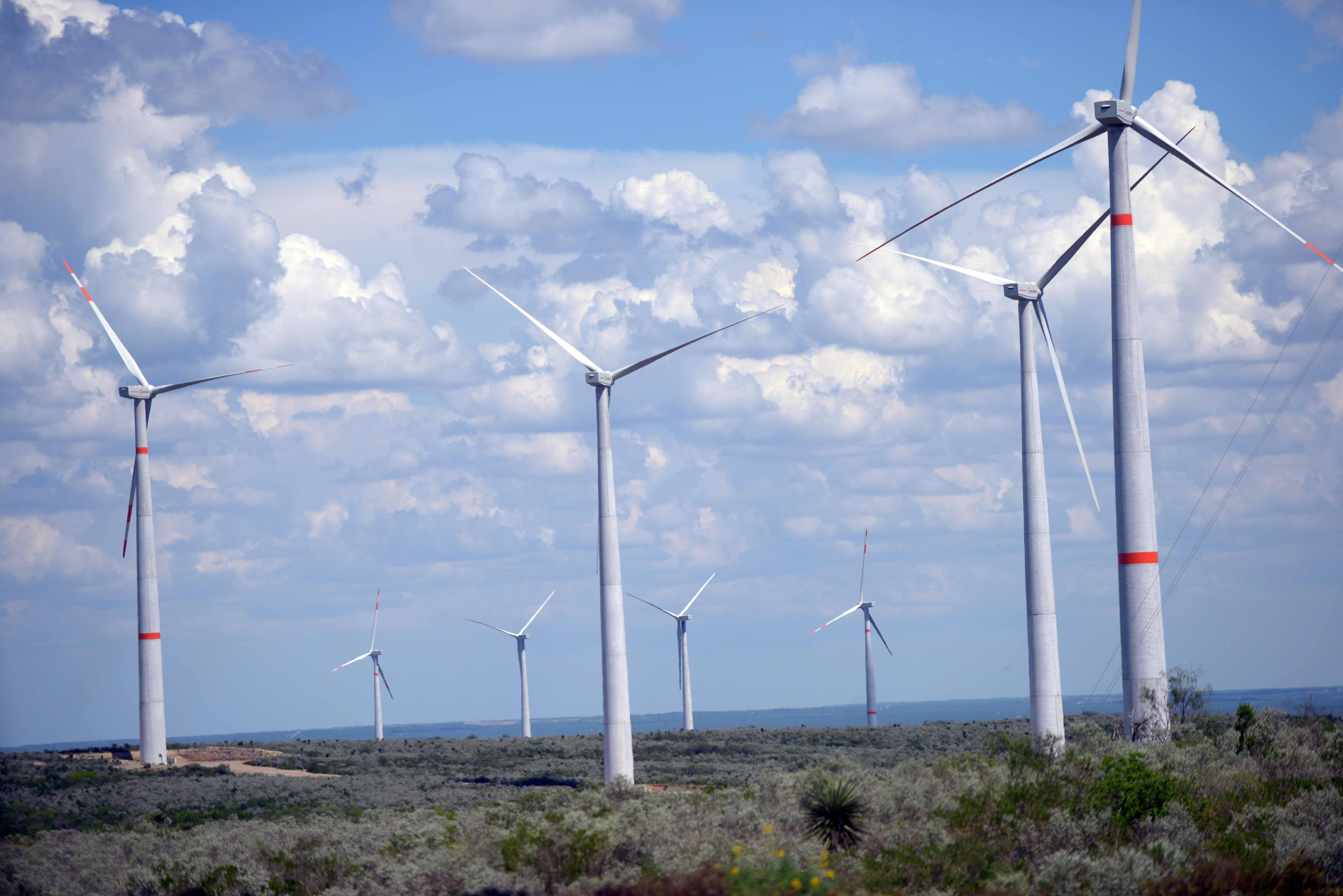
Parc éolien Ventika, General Bravo, Nuevo León, 2016.

La base de données The WindPower fournit en avril 2023 une liste de 79 parcs éoliens mexicains totalisant 8,8 GW, dont 7,69 GW en service et 1,15 GW en construction.
Le Mexique devient en 2014 l'un des producteurs éoliens à forte croissance : l'isthme de Tehuantepec dans l'état d'Oaxaca a des ressources éoliennes exceptionnellement favorables et a été l'objet d'efforts du gouvernement pour accroître les capacités éoliennes. Les projets éoliens Oaxaca II, III et IV ont été mis en service au premier semestre 2012 vont être rejoints par Oaxaca I et La Venta III en 2014 et 2015. Chaque phase de projet inclut un peu plus de 100 MW de puissance installée. En Basse-Californie, Sempra International développe le parc éolien Energía Sierra Juarez (ESJ), dont l'électricité sera exportée aux États-Unis par une nouvelle ligne à haute tension. La première phase 156 MW d'ESJ sera achevée en 2014. Le plan de développement à long-terme d'ESJ comprend des phases supplémentaires, avec une capacité totale potentielle de plus de 1,2 GW.
Le parc éolien d'Eurus serait, selon son constructeur Acciona, le plus puissant d'Amérique latine avec 250 MW (167 turbines de 1,5 MW) ; achevé en 2009, il est situé à Juchitan, dans l'état d'Oaxaca sur un terrain de 2 500 hectares sur l'isthme de Tehuantepec, zone connue pour ses ressources éoliennes.
Le projet éolien Aubanel, annoncé en 2010 par Cannon Power Group et Gamesa Technology Corp, est un complexe de parcs éoliens totalisant à terme 1 000 MW à La Rumorosa, à 20 km au sud de la frontière des États-Unis, dans la municipalité de Tecate de l'État de Basse-Californie.